# Hypoproxynops rufiventris
Hypoproxynops rufiventris är en tvåvingeart som beskrevs av Townsend 1927. Hypoproxynops rufiventris ingår i släktet Hypoproxynops och familjen parasitflugor. Inga underarter finns listade i Catalogue of Life.